# Jørgen Stærmose
Jørgen Christian Hansen Stærmose (11. maj 1920 i Odense – 13. april 2007 smst) var en dansk arkitekt og kgl. bygningsinspektør.
Jørgen Stærmose havde tegnestue i Odense og blev især kendt for planlægningen af Vollsmosebydelen dér. I Odense stod han desuden blandt meget andet for byggeriet af Odense Universitetshospitals højhus og af Rosengårdcentret. 
Som kgl. bygningsinspektør har han bl.a. tegnet udvidelsen Odense Katedralskole, Sct. Knuds Gymnasium i Odense, gymnasierne i Nyborg, Svendborg og Middelfart samt af Sønderborg Statsskole og Tønder Statsskole. I Aarhus har han tegnet Viby Gymnasium. Desuden har han stået for flere sygehusbyggerier på Fyn og i Sønderjylland og har udvidet Frederiksberg Hospital.
Han vandt også i 1955 sammen med Kay Boeck-Hansen konkurrencen om Rigshospitalet, der blev opført i flere tempi.
Han blev Ridder af Dannebrog 1968 og Ridder af 1. grad 1977.